# Foudi de Rodrigues
Foudia flavicans
Espèce
Statut de conservation UICN

 NT  : Quasi menacé
Le Foudi de Rodrigues (Foudia flavicans) est une espèce de passereau appartenant à la famille des Ploceidae.